# Future Pop
『Future Pop』（フューチャー・ポップ）は、2018年8月15日にPerfume Records / ユニバーサルJから発売されたPerfumeのオリジナルアルバム。

## 時代背景
2010年代のEDMのトレンドである「ビルドアップードロップ」を大胆に取り入れただけでなく、EDMより進んだ音楽ジャンルであるフューチャー・ベースも導入された。前作『COSMIC EXPLORER』より約2年4ヶ月ぶりのリリース。通算7枚目のアルバム。
2017年から2018年にかけてリリースされたシングル「TOKYO GIRL」「If you wanna」「無限未来」そして上のシングルのカップリング「宝石の雨」「Everyday」「FUSION」がAlbum-mixされることなくすべてシングルバージョンのまま収録されている。
また、Perfumeのアルバムの中で唯一通常盤は存在するが、これまでのアルバムのようにCDのみの通常盤は存在しなく、通常盤にもDVDかBlu-rayのどちらかの特典ディスクが付属するという異例の販売方法で発売された。

## プロモーション

### Perfume Future Pop Cafe
カフェ専門店とのコラボレーション企画として、期間限定で東京，名古屋，大阪でコンセプトカフェを出店している。当該カフェでは、壁の写真や店内BGMも含めてPerfumeに関係した装飾が施され、楽曲コンセプトに基づいたメニューが提供される他、現在では入手困難となったグッズの販売も行っている。
出店期間：2018/8/11（土）〜 2018/8/26（日）（※大阪のみ8/24迄）
- 東京・SUZU CAFE ‐jingumae‐
- 名古屋・Amelie cafe名古屋パルコ店
- 大阪・W CAFE

## 評価
ロッキング・オンの高橋智樹は、本作を「エモーションと快楽をいかに正確に記号化し結晶化させるか、というポップミュージックの命題において、恐るべき完成度を達成するに至った1枚。」と評価した。また、今作で用いられたフューチャーベースという手法について、「遥か遠いフィクション級の未来」ではない同時代感を担保する要素であると同時に、Perfumeという表現をポップの完全体へと導くための砥石であり、3人の晴れやかな（そして不屈の）挑戦精神とそこに宿る「永遠の近未来性」を浮かび上がらせるために最適な装置だった」と指摘した。批評家/音楽ライターのimdkmは、Real Soundの記事にて、本作『Future Pop』は「いまやEDMもJ-POPも違和感なく一貫性を持ってパッケージングできること」を証明したと指摘し、また「本作が“未来”的なのは、単に表面的にフューチャリスティックな装いをしているからではなく、サウンドも楽曲のあり方もJ-POPの次の可能性を開いているからにほかならない。」と語った。

## チャート成績
初週で79,282枚を売り上げ、2018年8月27日付オリコン週間アルバムランキングで初登場1位を獲得。チャート登場回数は28回。累計112,481枚のセールスを記録した。
また本作は、全世界251ヶ国で配信され、日本を含む全世界19の国と地域のiTunesエレクトロニック・アルバム・チャートで1位を獲得した。。

## 収録曲
| 全作詞・作曲・編曲: 中田ヤスタカ。 |                  |              |              |      |
| #                                  | タイトル         | 作詞         | 作曲・編曲   | 時間 |
| 1.                                 | 「Start-Up」     | 中田ヤスタカ | 中田ヤスタカ | 0:54 |
| 2.                                 | 「Future Pop」   | 中田ヤスタカ | 中田ヤスタカ | 3:02 |
| 3.                                 | 「If you wanna」 | 中田ヤスタカ | 中田ヤスタカ | 2:43 |
| 4.                                 | 「TOKYO GIRL」   | 中田ヤスタカ | 中田ヤスタカ | 4:27 |
| 5.                                 | 「FUSION」       | 中田ヤスタカ | 中田ヤスタカ | 4:32 |
| 6.                                 | 「Tiny Baby」    | 中田ヤスタカ | 中田ヤスタカ | 3:41 |
| 7.                                 | 「Let Me Know」  | 中田ヤスタカ | 中田ヤスタカ | 3:25 |
| 8.                                 | 「超来輪」       | 中田ヤスタカ | 中田ヤスタカ | 3:14 |
| 9.                                 | 「無限未来」     | 中田ヤスタカ | 中田ヤスタカ | 3:41 |
| 10.                                | 「宝石の雨」     | 中田ヤスタカ | 中田ヤスタカ | 3:57 |
| 11.                                | 「天空」         | 中田ヤスタカ | 中田ヤスタカ | 4:39 |
| 12.                                | 「Everyday」     | 中田ヤスタカ | 中田ヤスタカ | 3:47 |
| 合計時間:                          | 合計時間:        | 42:02        |              |      |

### DVD・Blu-ray
6 - 10は完全生産限定盤のみ収録。1 - 5は通常盤・完全生産限定盤どちらにも収録。
| #   | タイトル                                              | 作詞 | 作曲・編曲 |
| --- | ----------------------------------------------------- | ---- | ---------- |
| 1.  | 「TOKYO GIRL -Video Clip-」                           |      |            |
| 2.  | 「If you wanna -Video Clip-」                         |      |            |
| 3.  | 「Everyday -Video Clip-」                             |      |            |
| 4.  | 「無限未来 -Video Clip-」                             |      |            |
| 5.  | 「Let Me Know -Video Clip-」                          |      |            |
| 6.  | 「Let Me Know -メイキング映像-」                      |      |            |
| 7.  | 「TOKYO GIRL -発売記念 Special Live-」                |      |            |
| 8.  | 「If you wanna -発売記念 Special Live-」              |      |            |
| 9.  | 「TOKYO GIRL -2017年12月31日 第68回NHK紅白歌合戦-」   |      |            |
| 10. | 「FUSION -Perfume × TECHNOLOGY presents "Reframe"-」  |      |            |
| 11. | 「Perfumeのただただラジオが好きだからレイディオ！ 3」 |      |            |

## タイアップ
- 「Perfume × docomo "Future Pop" Project」（#2「Future Pop」）
- サンスター「Ora2×Perfume くちもとBeauty Project」CMソング（#3 「If you wanna」、10 「宝石の雨」）
- 日本テレビ系水曜ドラマ『東京タラレバ娘』主題歌（#4 「TOKYO GIRL」）
- NTTドコモ『FUTURE-EXPERIMENT VOL.01 docomo×Perfume 距離をなくせ。』タイアップソング（#5 「FUSION」）
- 長編アニメ映画『グリンチ』日本版イメージソング（#6 「Tiny Baby」）
- 映画『ちはやふる -結び-』主題歌（#9 「無限未来」）
- Perfume×パナソニック AWA DANCEキャンペーンソング（#12 「Everyday」）

## チャートと売上
| チャート（2018年）              | 最高 順位 |
| ------------------------------- | --------- |
| Billboard Japan Hot Albums      | 1         |
| Billboard Japan Top Album Sales | 1         |
| Billboard Japan Download Albums | 1         |
| オリコン週間アルバムチャート    | 1         |

| チャート（2018年）              | 順位 |
| ------------------------------- | ---- |
| Billboard Japan Hot Albums      | 26   |
| Billboard Japan Download Albums | 26   |
| オリコン年間アルバムチャート    | 40   |

### 認定とセールス
| 国/地域                                             | 認定     | 認定/売上数                        |
| --------------------------------------------------- | -------- | ---------------------------------- |
| 日本 (RIAJ)                                         | ゴールド | 112,000（フィジカルCD) (オリコン)  |
| 日本 (RIAJ)                                         | N/A      | 14,700（デジタル配信）（オリコン） |
| * 認定のみに基づく売上数 ^ 認定のみに基づく出荷枚数 |          |                                    |